# Maha Sawat, Nonthaburi
Maha Sawat (tiếng Thái: มหาสวัสดิ์, phát âm [mā.hǎː sā.wàt]) là một trong chín phó huyện (tambon) của huyện Bang Kruai, thuộc tỉnh Nonthaburi, Thái Lan. Phó quận xung quanh (theo chiều kim đồng hồ) là Bang Khun Kong, Bang Khanun, Wat Chalo, Taling Chan, Chimphli, Plai Bang và Bang Khu Wiang. Vào năm 2020 tổng dân số ở đây là 20.697 người.

## Phân cấp hành chính

### Hành chính trung tâm
Phó huyện được chia thành 7 làng (muban).
| No. | Tên                                          | Tiếng Thái                   |
| --- | -------------------------------------------- | ---------------------------- |
| 01. | Ban Wat Hu Chang (Ban Thanon Luang)          | บ้านวัดหูช้าง (บ้านถนนหลวง)       |
| 02. | Ban Ton Pho (Ban Choeng Saphan Krung Non)    | บ้านต้นโพธิ์ (บ้านเชิงสะพานกรุงนนท์) |
| 03. | Ban Khlong Khwang                            | บ้านคลองขวาง                  |
| 04. | Ban Rong Mu                                  | บ้านโรงหมู                     |
| 05. | Ban Saphan Phak                              | บ้านสะพานผัก                   |
| 06. | Ban Khlong Khue Khwang (Ban Rim Khlong Khut) | บ้านคลองขื่อขวาง (บ้านริมคลองขุด)  |
| 07. | Ban Bang Rao Nok (Ban Wat Kho Non)           | บ้านบางราวนก (บ้านวัดโคนอน)     |

### Hành chính địa phương
Khu vực phó huyện được chia thành hai tổ chức hành chính địa phương.
- Phó huyện Plai Bang (tiếng Thái: เทศบาลตำบลปลายบาง)
- Tổ chức hành chính phó huyện Maha Sawat (tiếng Thái: องค์การบริหารส่วนตำบลมหาสวัสดิ์)